# KkStB-Tenderreihe 20
Die kkStB-Tenderreihe 20 war eine Schlepptenderreihe der kkStB, deren Tender ursprünglich von der Galizischen Carl Ludwig-Bahn (CLB) stammten.
Die CLB beschaffte diese Tender ab 1859 von Ringhoffer in Prag-Smichov und von der Maschinenfabrik Esslingen.
Nach der Verstaatlichung der CLB reihte die kkStB die Tender als Reihe 20 ein.
Sie blieben immer mit Maschinen der CLB gekuppelt, einzig der 20.177 war mit einer Lokomotive der Reihe kkStB 32 der Tarnów–Leluchówer Bahn eingesetzt.